# الغول (الرضمة)

تعديل مصدري - تعديل

الغول محلة تابعة لقرية بيت القهبري، التابعة لعزلة كحلان بمديرية الرضمة إحدى مديريات محافظة إب في الجمهورية اليمنية.، بلغ تعداد سكانها 59 حسب تعداد اليمن لعام 2004.